# 小行星1194
小行星1194（1194 Aletta）是一颗绕太阳运转的小行星，为主小行星带小行星。该小行星于1931年5月13日发现。
該小行星以發現者西里爾·傑克遜的妻子命名。

## 轨道参数
小行星1194的轨道半长轴为2.9111595 UA，离心率为0.095。